# El Molí Vell (Castellcir)
El Molí Vell, o Molí d'Esplugues, fou un molí situat en el terme municipal de Castellcir, a la comarca del Moianès.
Les seves restes estan situades a l'esquerra de la riera de Fontscalents, a migdia de la masia d'Esplugues. És al nord-oest de Castellcir i al nord-est de Castellterçol, a ponent de la Roureda, i al nord-est del Molí Nou, que ja és en el terme veí de Castellterçol.
Damunt de les restes del vell molí hi ha actualment una casa edificada durant el segle xx, però que ja no fa funció de molí.